# Wonder Motor Car Company
Wonder Motor Car Company war ein US-amerikanischer Hersteller von Automobilen.

## Unternehmensgeschichte
Das Unternehmen entstand Anfang 1909 als Nachfolger der Kansas City Motor Car Company. Der Sitz war ebenfalls in Kansas City in Missouri. F. E. Wear war Präsident. Der Markenname war Kansas City Wonder. Charles F. Ettwein war der Designer. Im gleichen Jahr endete die Produktion.
Die Kansas City Vehicle Company übernahm das Werk.

## Fahrzeuge
Aus einem Prototyp des Vorgängerunternehmens wurde das Modellangebot entwickelt. Die Fahrzeuge hatten einen Zweizylindermotor mit 16 PS Leistung und einheitlich 229 cm Radstand. Model E war ein zweisitziger Runabout, Model F ein dreisitziger Runabout und Model H ein viersitziger Tourenwagen.

## Modellübersicht
| Jahr | Modell  | Zylinder | Leistung (PS) | Radstand (cm) | Aufbau               |
| ---- | ------- | -------- | ------------- | ------------- | -------------------- |
| 1909 | Model E | 2        | 16            | 229           | Runabout 2-sitzig    |
| 1909 | Model F | 2        | 16            | 229           | Runabout 3-sitzig    |
| 1909 | Model H | 2        | 16            | 229           | Tourenwagen 4-sitzig |